# Kanzel (Baguer-Morvan)

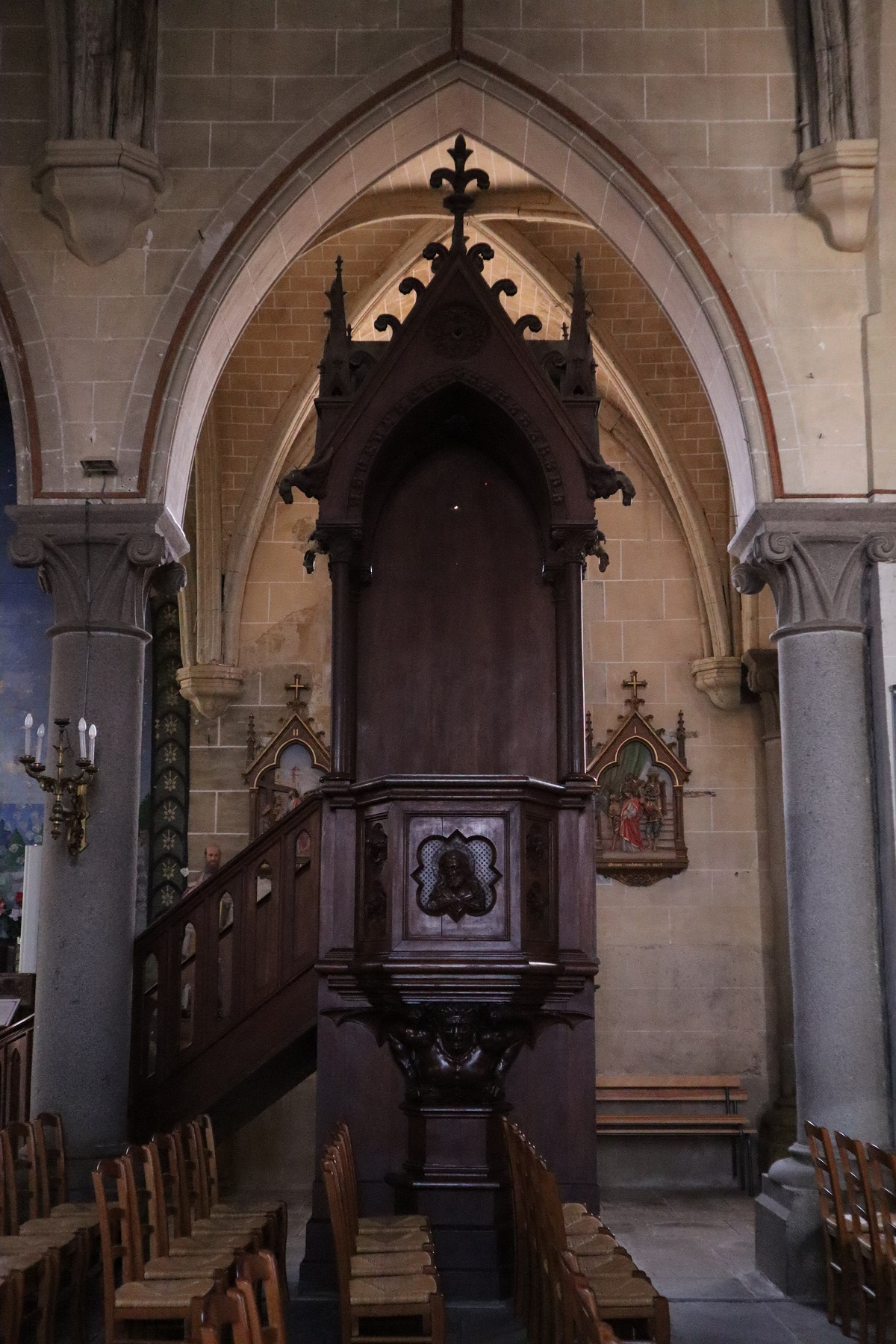
Kanzel in Baguer-Morvan

Die Kanzel in der katholischen Kirche St-Pierre-St-Paul in Baguer-Morvan, einer französischen Gemeinde im Département Ille-et-Vilaine in der Region Bretagne, wurde vermutlich um 1860 geschaffen. Die Kanzel wurde 1997 in der Base Palissy erfasst.
Die hölzerne Kanzel besitzt einen Schalldeckel mit neugotischem Dekor.
Der Kanzelkorb ist mit der Darstellung der Evangelistensymbole und in der Mitte mit einem Relief Jesus versehen. Er wird von einer Stütze mit einem geschnitzten Fabelwesen getragen. Über eine hölzerne Treppe erreicht man die Kanzel.

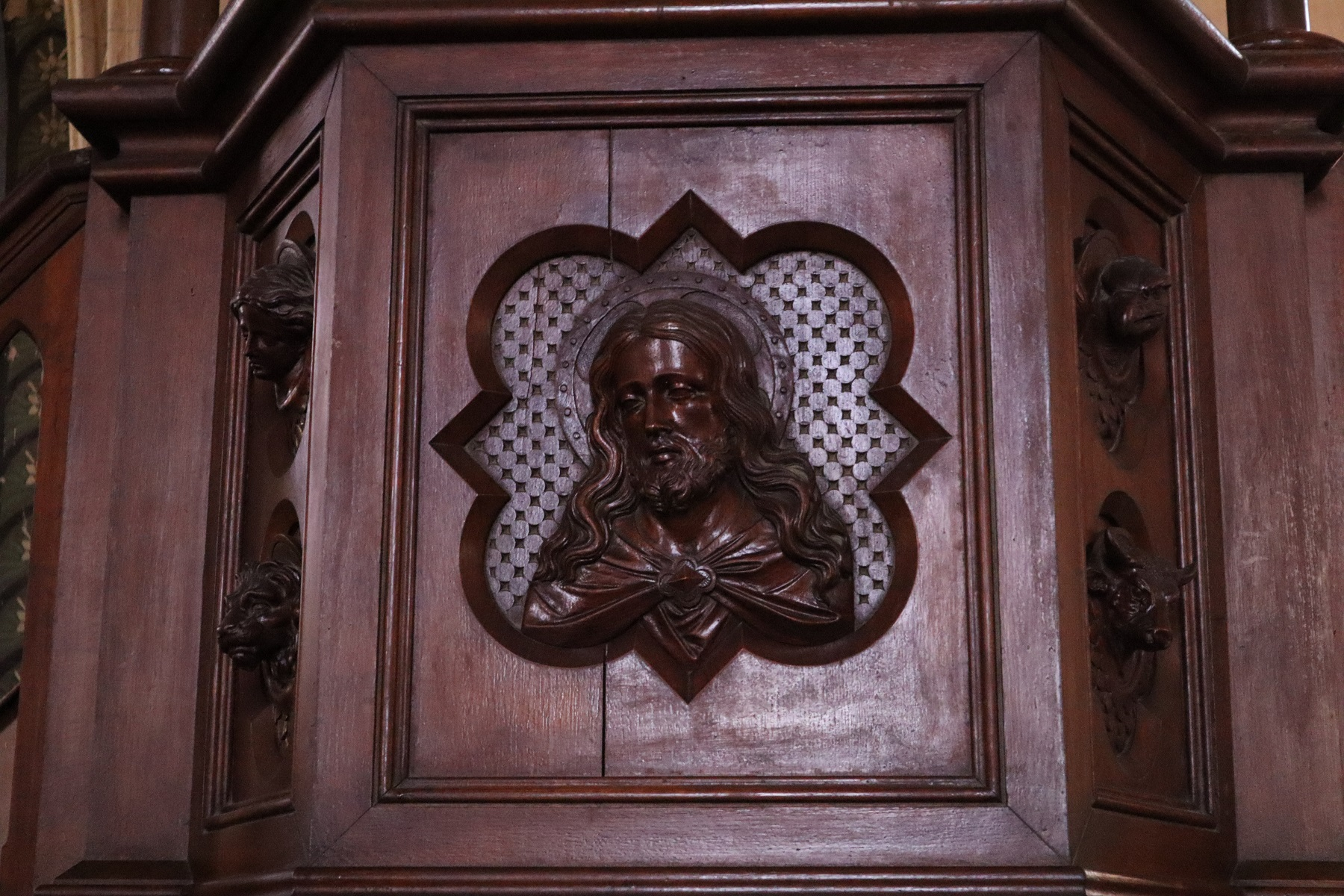
Jesus
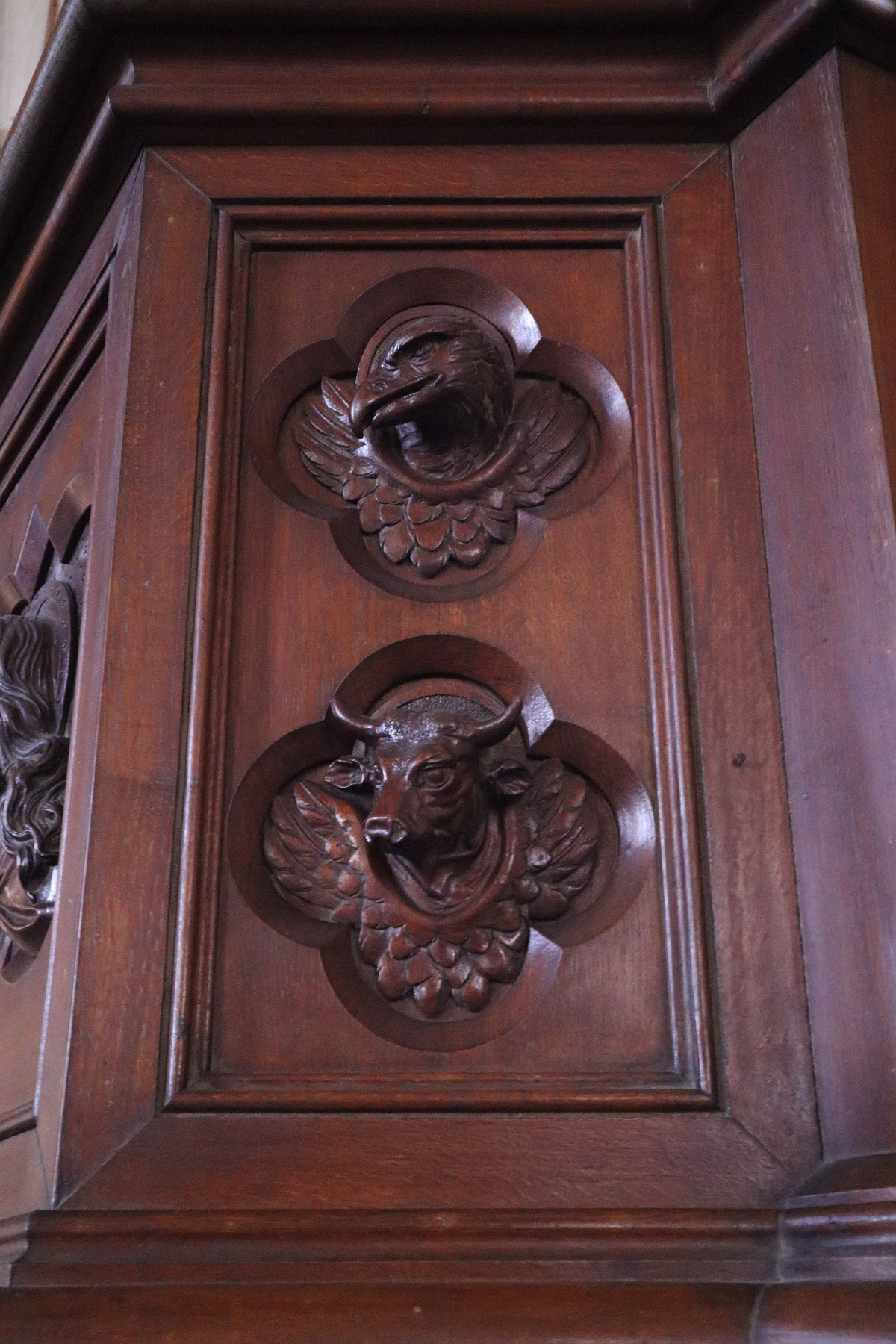
Evangelistensymbole: Adler und Stier
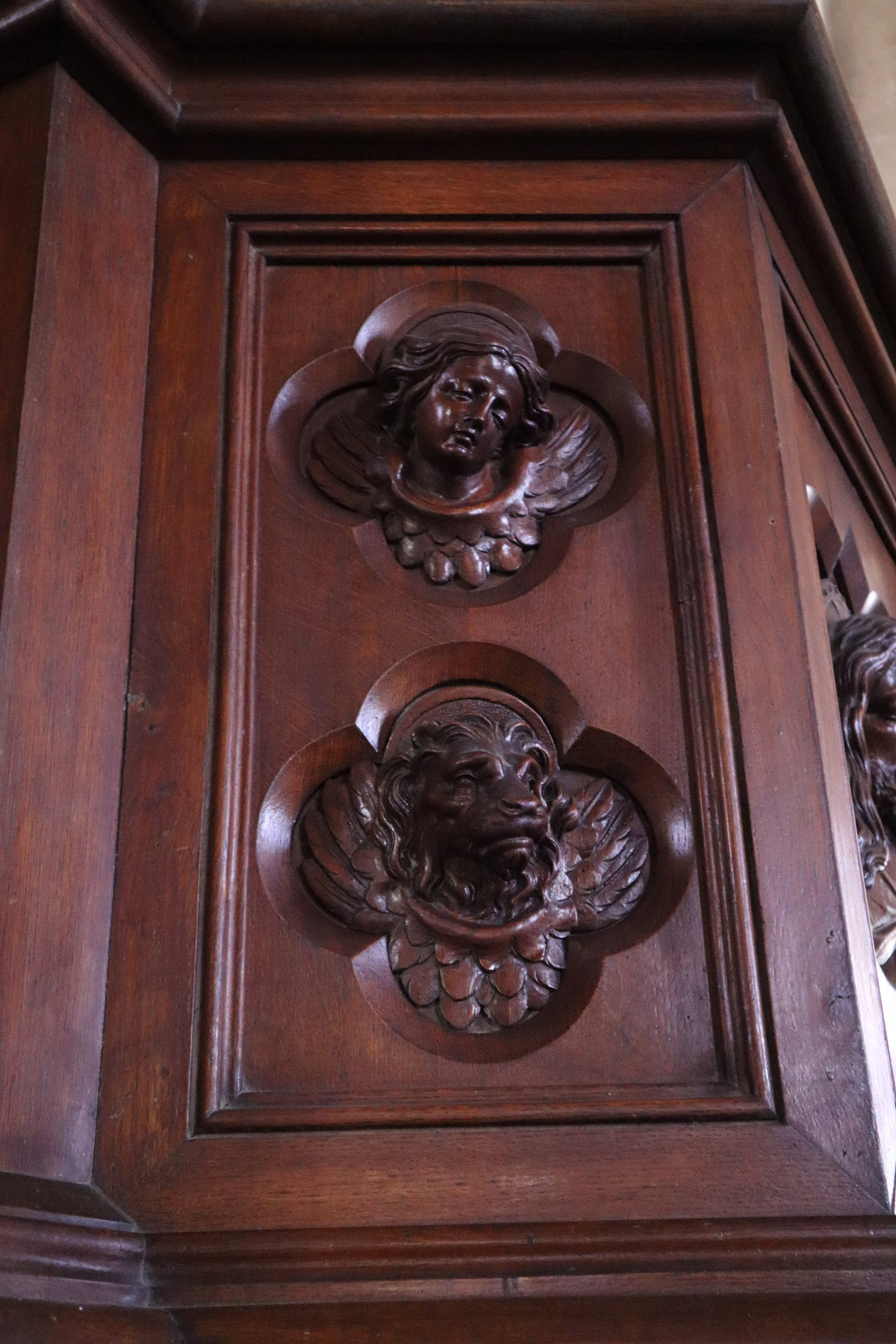
Evangelistensymbole: Menschliche Gestalt und Löwe
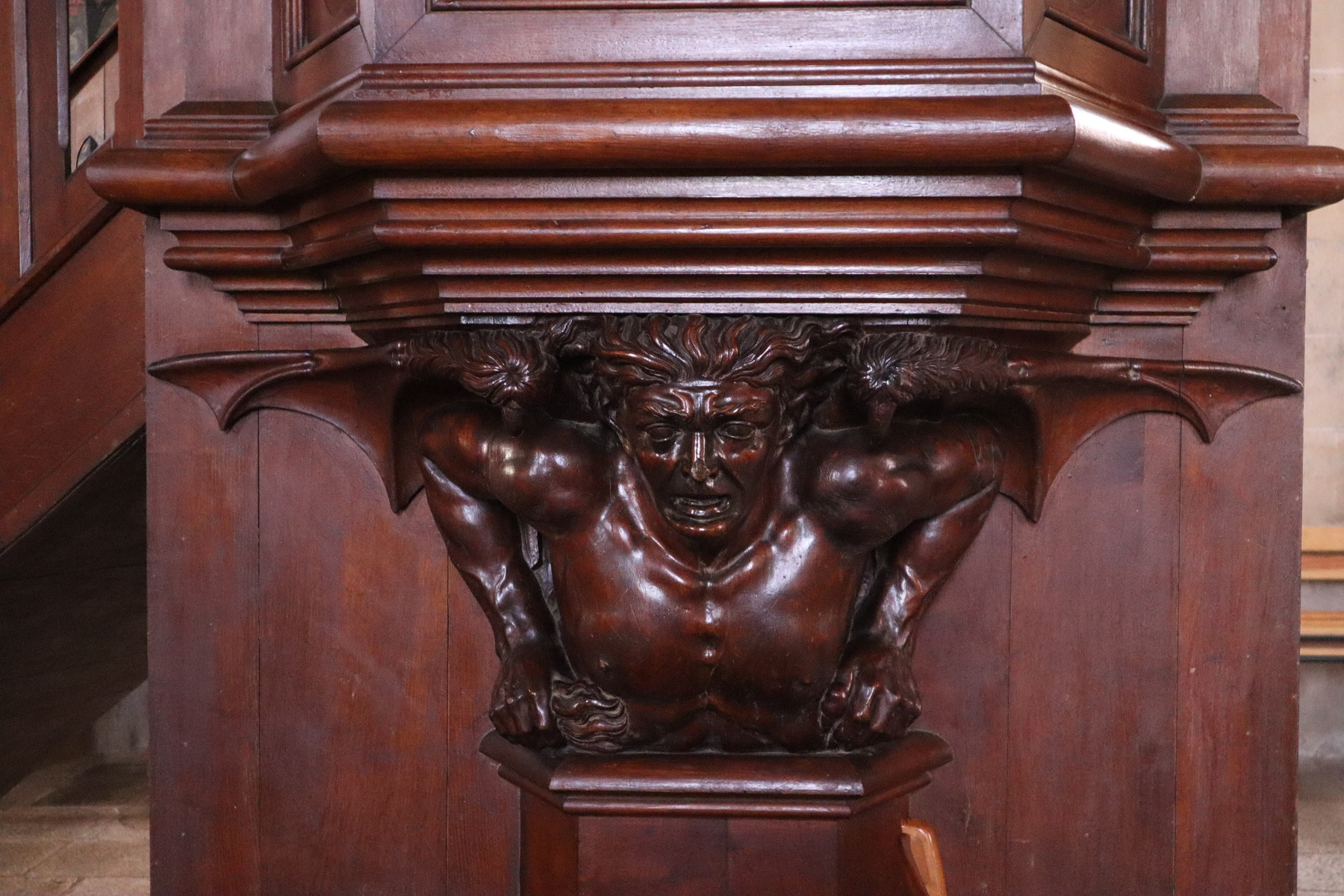
Stütze des Kanzelkorbs